# Бастан
Бастан (фр. Bastennes) насеље је и општина у југозападној Француској у региону Аквитанија, у департману Ланд која припада префектури Дакс.
По подацима из 2011. године у општини је живело 262 становника, а густина насељености је износила 35,94 становника/km². Општина се простире на површини од 7,29 km². Налази се на средњој надморској висини од 98 метара (максималној 98 m, а минималној 24 m).

## Демографија
| 1962. | 1968. | 1975. | 1982. | 1990. | 1999. | 2011. |
| ----- | ----- | ----- | ----- | ----- | ----- | ----- |
| 254   | 259   | 237   | 241   | 227   | 241   | 262   |

График промене броја становника у току последњих година